# Ce are ea
Ce are ea este cel de-al treilea single al cântăreței Delia de pe albumul „Deliria”. Piesa este compusă de Sandor Biro în studioul Famous Production. Single-ul s-a auzit pentru prima dată, în varianta finală, în cadrul celor două concerte sold out „Welcome to Deliria” pe care artista le-a susținut la Sala Palatului la începutul lunii aprilie.

## Live
Pentru prima dată, o variantă live a single-ului „Ce Are Ea” a fost auzită pe 02 februarie 2016 în timpul emisiunii „Morning ZU”. Interpretarea Deliei din studioul Radio Zu a fost înregistrată și postată pe contul oficial de YouTube al radio-ului unde a strâns peste 2.500.000 de vizualizări.
Varianta întreagă a piesei s-a auzit pentru prima dată în cadrul concertelor „Welcome to Deliria” de pe 2 și 3 aprilie, iar la radio a fost înterpretată pe 28 aprilie, tot în cadrul emisiunii „Morning ZU”. Înregistrarea a strâns peste 700.000 de vizualizări.

## Videoclip
Videoclipul piesei este un live și a fost filmat în cadrul celor două concerte „Welcome to Deliria”. Delia este primul artist român care realizează un videoclip oficial pentru un single în cadrul unui concert susținut la Sala Palatului. Materialul video a fost încărcat pe 26 aprilie contul de YouTube al casei de discuri unde a depășit 16.000.000 de vizualizări. 

## Performanța în topuri
„Ce Are Ea” debutează pe locul 9 în Media Forest România la două săptămâni de la lansare cu 127 difuzări la radio într-o săptămână. Ascensiunea continuă până pe locul 2, poziție pe care o ocupă timp de 3 săptămâni consecutive.

## Topuri
| Grafic (2016)                      | Poziția |
| ---------------------------------- | ------- |
| România (Romanian Top 100)         | 7       |
| România (Kiss Top 40/Kiss FM)      | 2       |
| România (21 Top 30/Radio 21)       | 1       |
| România (Media Forest)             | 2       |
| România (Most Wanted/Radio Zu)     | 1       |
| România (Europa Top Hit/Europa FM) | 1       |
| România (Top 30 Airplay/PRO FM)    | 6       |

## Lansări
| Țara    | Data            | Format           | Casă discuri |
| ------- | --------------- | ---------------- | ------------ |
| România | 26 aprilie 2016 | Digital Download | Cat Music    |